# Bell XP-59
Bell XP-59 – niezrealizowany projekt samolotu myśliwskiego z okresu II wojny światowej.  XP-59 powstał jako wersja rozwojowa Bell XP-52. Numer samolotu, 59, został także użyty ze względów bezpieczeństwa dla powstającego w tym czasie myśliwca odrzutowego Bell XP-59A.

## Historia
Po anulowania zamówienia na Bell XP-52 z powodu niedostępności planowanego dla tego samolotu silnika Continental XIV-1430, na jego podstawie rozpoczęto planowanie następnego myśliwca, który otrzymał oznaczenie XP-59. Nowy samolot miał identyczną dwubelkową konfigurację, ale miał być napędzany silnikiem Pratt & Whitney R-2800-23 o mocy 1750 lub 2000 KM. Planowano, że samolot będzie miał skrzydła z lekki skosem. We wrześniu 1941 prace nad XP-59 były już bardzo zaawansowane, ale wytwórni Bella przekazano priorytetowy program rozwoju samolotu odrzutowego. Prace nad XP-59 były oficjalnie kontynuowane, ale w rzeczywistości przerwano je i rozpoczęto prace nad samolotem odrzutowym, który otrzymał nazwę kodową XP-59A.